# イギリス独立党
イギリス独立党（イギリスどくりつとう、英: UK Independence Party、略称: UKIP, ユーキップ）は、欧州懐疑主義を掲げるイギリスの政党。連合王国独立党、英国独立党とも訳される。

## 概説
イギリスの欧州連合からの脱退を主な目的としている。UKIPは2014年欧州議会選挙において24議席（対イギリス割当73議席中）を獲得した。また、主要機関、町、行政区に370人（21,172人中）の評議員を擁しており、2007年12月31日の時点で党員は1万5878人いた。
イギリスは再び、イギリスの有権者が選出した議員の集まる議会によって、有権者の必要に応じて定められた法律で支配されるべきだというのが党の基本理念である。
2004年欧州議会議員選挙では、UKIPは270万票（イギリス国内分の票の16.8%）を獲得し、欧州議会において12議席を得たが、後に2議席は当選が取り消され、1議員が内部抗争の末に離党している。
2005年イギリス総選挙では、UKIPは60万3298票（得票率2.2%）を獲得した。2008年4月に無所属議員であるボブ・スピンクが移籍してきたことで党は下院に初の議席を得たが、同年11月には離党した。
2006年には、党創立メンバーのひとりであったナイジェル・ファラージが党首に選出された。自身を「一般人の代弁者」と位置付け、公衆の面前での喫煙や飲酒をはばからず、確立された大政党への侮蔑の念を隠さず、発言するときは台本になど頼らず自分の言葉でしゃべっているというイメージを作ったファラージのもと、党は政策についても、それまでの「欧州連合離脱」というシングルイッシューを超え、移民制限や減税、気候変動否認など、より幅広い方向性を打ち出していく。これにより、当時デーヴィッド・キャメロン党首のもとで社会政策としては自由主義（リベラル）的な方向に舵を切っていた保守党に不満を覚える保守党支持者（党内右派）にアピールした。
2009年欧州議会議員選挙では、UKIPは約17%の票を獲得し、英与党の労働党を抑えて2位に躍り出た。
2013年5月2日にイングランド・ウェールズで行われた2013年イギリス統一地方選挙では、保守党や自由民主党が議席を減らしたのに対して、8議席から147議席へと大幅に議席を増加させるとともに得票率も23%に増加し、得票率では自由民主党を上回った。
2014年5月の欧州議会議員選挙では労働党・保守党を抑え第1党になった。
2014年8月に下院議員ダグラス・カースウェルが、9月に下院議員マーク・レックレスが保守党から移籍し、下院に結党以来最多となる2議席を得た。
2015年イギリス総選挙では得票率(12.6%）において第3位となるが、地盤が保守党と重複したことからカースウェルの当選のみにとどまった。
2016年6月のイギリスの欧州連合離脱是非を問う国民投票では離脱派が過半数を占め、党の悲願は達成される形となったが、直後にナイジェル・ファラージ党首は辞任を表明。9月に選出された後任のダイアン・ジェームス党首は10月初旬に辞任し、その後11月28日にポール・ナットルが党首に選ばれた。
2017年3月には、党で唯一の下院議員であったカースウェルが離党を発表した。2017年イギリス総選挙では得票率が1.8％にとどまり全員が落選した。
2018年12月には、ブレグジットを実現させた立役者であるファラージ元党首が離党（離党後は新党・ブレグジット党を結成した。以降も党勢の減衰は留まることなく、2023年5月に行われた地方選では、地方議会に有していた議席もゼロになった。

## 関連文献
- 山田邦夫（２ 英国 英国独立党）「欧州における主なポピュリズム政党」（PDF）『調査と情報―ISSUE BRIEF―』No.961、国立国会図書館 調査及び立法考査局、2017年4月25日。